# 奥韦兹格尔德·阿塔耶夫
奥韦兹格尔德·阿塔耶夫（1951年—）曾任土库曼议会议长，2006年12月21日接任因病突逝的土库曼总统萨帕尔穆拉特·尼亚佐夫出任代理总统，但当天下午突然遭到国家总检察院起诉，并在未剥夺豁免权的情况下遭到逮捕。同日下午，副总统库尔班古力·别尔德穆哈梅多夫在土库曼国家安全委员会紧急会议上当选代总统。有传言称别尔德穆哈梅多夫其實是尼亚佐夫的私生子。12月22日，议会举行特别会议，一致同意逮捕阿塔耶夫，他涉嫌滥用职权和侵犯公民权利。